# Daruğa
Een daruğa of darugha (Tataars-cyrillisch: даруга; daroega) was een gebiedsindelingsvorm in het Mongoolse Rijk. Een daruğa werd bestuurd door een darughachi (belastinginner en bestuurder), die ook wel de titel daruğa droeg. Later werd de naam gebruikt als synoniem voor een provincie, met name in de kanaten Kazan en Sibir in de 15e en 16e eeuw en later in de door Turkse volkeren bewoonde delen van het Russische Rijk in de 16e tot de 18e eeuw.